# Illán de Vacas
Illán de Vacas este o comună din Spania, situată în provincia Toledo din comunitatea autonomă Castilia-La Mancha.
Localitatea este slab populată, având sub zece locuitori începând cu 1991 și ajungând ca în 2014 să aibă un singur locuitor.